# فورست لويس
فورست لويس (بالإنجليزية: Forrest Lewis)‏ هو ممثل أمريكي، ولد في 5 نوفمبر 1899 بكنايتستاون في الولايات المتحدة، وتوفي في 2 يونيو 1977 ببربانك في الولايات المتحدة.

## وصلات خارجية
- فورست لويس على موقع IMDb (الإنجليزية)
- فورست لويس على موقع قاعدة بيانات الأفلام السويدية (السويدية)
- فورست لويس على موقع إن إن دي بي (الإنجليزية)
- فورست لويس على موقع قاعدة بيانات الفيلم (الإنجليزية)